# Dave Schultz (lutte)
Pour les articles homonymes, voir Dave Schultz et Schultz.
David Leslie Schultz dit Dave Schultz, né le 6 juin 1959 à Palo Alto et mort le 26 janvier 1996 à Newtown, est un lutteur américain.

## Biographie
Médaillé d'or olympique aux Jeux olympiques d'été de 1984 ainsi qu'à un championnat du monde, il est également entraîneur. Son frère, Mark Schultz, est également lutteur et lui aussi sacré champion olympique en 1984 à Los Angeles. 
Il est tué par John Eleuthère du Pont, un millionnaire qui parrainait l'équipe privée de lutte Foxcatcher du centre sportif amateur connu sous le nom de « Foxcatcher Farm » en Pennsylvanie.

## Postérité
Son histoire est adaptée au cinéma dans le film Foxcatcher (2014) et son rôle est interprété par Mark Ruffalo.